# Aidoru (romanzo)
Aidoru (Idoru) è un romanzo di fantascienza di William Gibson pubblicato nel 1996. È il secondo libro della Trilogia del Ponte.
Nel corso del 2006 sono circolate voci che una versione anime del romanzo fosse in preparazione.

## Trama
Colin Laney viene ingaggiato dall'agenzia del gruppo musicale pop Lo/Rez per la sua abilità nell'individuare "punti nodali" (gruppi di informazioni mondane), capacità che l'aveva reso un ottimo impiegato nell'organizzazione scandalistica di infotainment SlitScan. Assoldato dalla feroce guardia del corpo Keith Blackwell, il suo compito è ora scoprire se il cantante della band, Rez, deciso a sposarsi con la cantante virtuale Rei Toei, venga manipolato da qualcuno.
Intanto, a Seattle, la notizia delle imminenti nozze di Rez con un idol getta nello scompiglio la comunità dei fan del gruppo che decide così di inviare una loro rappresentante a Tokyo per indagare la faccenda. Chia McKenzie, scelta come inviata per l'occasione, vola così sino alla metropoli giapponese, dove viene coinvolta per errore nel traffico illegale di nanotecnologie, ed accolta nel mondo virtuale della Città Fortificata, comunità virtuale popolata da otaku e tecnofeticisti.
I due protagonisti, Laney e Chia, si incontrano infine casualmente in un love-hotel. Lì Chia - pedinata dalla mafia russa - riesce a liberarsi dell'apparecchiatura illegale di cui era finita in possesso ed incontrare il suo idolo musicale Rez, deciso a trasformare in realtà il sogno di sposare Rei Toei; il cantante è infatti pronto a tutto, tanto da decidere di impiegare per il suo scopo la componente nanotecnologica fornitagli accidentalmente dalla fan.
Laney, accolto nella famiglia dei tecnici dei Lo/Rez, riesce a far cessare la persecuzione ai suoi danni inflittagli da Kathy Torrance di SlitScan rivolgendosi a Blackwell; Chia, invece, dopo la sua avventura all'estero, viene riportata a casa, a Seattle.

## Personaggi
Colin Laneycresciuto in un orfanotrofio nel quale è stato sottoposto a diversi test sperimentali chimici e genetici. Tale passato l'ha portato a sviluppare una peculiare capacità di analisi ed individuazione all'interno di sistemi di informazioni. Il suo talento naturale nel trovare "punti nodali" l'ha portato a prevedere il suicidio di una celebrità minore finita sotto il mirino di SlitScan; incapace di salvarla, il fardello della non evitata morte della donna continua a tormentare Laney.
Keith Alan Blackwellcapo del sistema di sicurezza del gruppo Lo/Rez. Il fisico imponente e le tecniche di tortura affinate durante il suo passato da "tagliaunghie" lo rendono una figura temuta e rispettata. Assunto da Rez in persona dopo che Blackwell gli ha salvato la vita durante un concerto in un carcere penitenziario; riconoscente, Rez lo ha scarcerato e da allora l'ex-tagliaunghie nutre un'inattaccabile fedeltà nei confronti del datore di lavoro.
Shinya Yamazakisociologo esistenziale al servizio dell'agenzia dei Lo/Rez.
Chia Pet McKenziecapo della sezione dei fan dei Lo/Rez di Seattle.
Katherine Torrancecaposezione di Laney nel colosso dell'informazione SlitScan. Dotata di una mente fredda e calcolatrice, ha sempre desiderato screditare Rez, distruggendo il suo successo e la sua carriera grazie ad uno scandalo ben pubblicizzato, non essendoci tuttavia mai riuscita. Le dimissioni di Laney la portano poi ad accanirsi con l'ex-dipendente.
Arleigh McCraetecnica al servizio dei Lo/Rez.
Masahito Ogawafratello otaku di una fan dei Lo/Rez della sezione di Tokyo. Isolatosi quasi completamente fra le mura domestiche, Masahito trascorre la maggior parte del tempo nella virtuale Città Fortificata.
Zona Rosaamica di Chia e fan dei Lo/Rez. Conosciuta in rete per le sue doti informatiche e temuta per la sua fama di leader di una gang femminile di Città del Messico, Zona è in realtà lo pseudonimo di una ragazza affetta da deturpazioni dovute ad una sindrome da intossicazione tipica di Città del Messico.
Rezcantante pop di origini cino-irlandesi. Il suo carattere esaltato e il suo naturale interesse e propensione verso l'insolito ed il bizzarro lo hanno sempre reso il componente dei Lo/Rez più appariscente.
Rei Toeiagente software, ovvero una cantante idol virtuale.

## Edizioni
(parziale)
- William Gibson, Idoru, Viking Press, 1997, ISBN 978-0-14-024107-5.
- William Gibson, Aidoru, traduzione di Delio Zinoni, postfazione di Giulio Giorello, Arnoldo Mondadori Editore, 1997,  p. 298, ISBN 88-04-42505-9.
- William Gibson, Aidoru, traduzione di D. Zinoni, Arnoldo Mondadori Editore, 2001,  p. 320, ISBN 88-04-49996-6.